# کیم دی سزار
کیم دی سزار (انگلیسی: Kim DeCesare؛ زادهٔ ۱۱ اوت ۱۹۹۱) بازیکن فوتبال اهل ایالات متحده آمریکا است.
از باشگاه‌هایی که در آن بازی کرده‌است می‌توان به بوستون بریکرز و اسکای بلو اف‌سی اشاره کرد.